# West Beckham
West Beckham – wieś w Anglii, w hrabstwie Norfolk, w dystrykcie North Norfolk. Leży 33 km na północ od Norwich i 180 km na północny wschód od Londynu. W 2001 miejscowość liczyła 222 mieszkańców.